# Lijst van Hamburgers
Dit is een lijst van personen die een belangrijke rol gespeeld hebben in of voor Hamburg chronologisch op geboortedatum. Hamburg is een stad in Duitsland.

## In Hamburg geboren

### Voor 1800
- Dieterich Becker (1623-1679), componist en organist
- Johann Mattheson (1681-1764), musicus, componist, vader van het Duitse recitatief
- Heinrich Hermann Freytag (1759-1811), orgelbouwer in Groningen
- Martin Lichtenstein (1780-1857), natuuronderzoeker en zoöloog

### 1800–1849

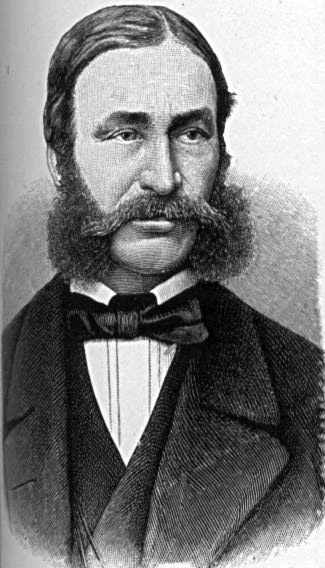
Ontdekkingsreiziger Heinrich Barth (1821-1965)

- Felix Mendelssohn Bartholdy (1809-1847), componist
- Heinrich Barth (1821-1865), ontdekkingsreiziger
- Johannes Brahms (1833-1897), componist, dirigent en pianist
- Siegfried Bing (1838-1905), Frans kunsthandelaar van Duits-Joodse afkomst
- Johann Schmeltz (1839-1909), volkenkundige, museumdirecteur in Leiden
- Rudolf Dührkoop (1848-1918), fotograaf

### 1850–1899
- Heinrich Hertz (1857-1894), natuurkundige
- Margarethe Selenka (1860-1922), zoöloog.
- Peter Behrens (1868-1940), architect
- Jean-Baptiste Dewin (1873-1948), Belgisch architect
- Otto Diels (1876-1954), scheikundige en Nobelprijswinnaar (1950)
- Wilhelm Lamszus (1881-1965), schrijver
- James Franck (1882-1964), Duits-Amerikaans natuurkundige en Nobelprijswinnaar (1925)
- Friedrich Ahlers-Hestermann (1883-1973), kunstschilder en lithograaf
- Sig Ruman (1884-1967), Duits-Amerikaans acteur
- Eduard Voss (1884-1974), entomoloog
- Gustav Ludwig Hertz (1887-1975), natuurkundige en Nobelprijswinnaar (1925)
- Reinhold Schünzel (1888-1954), acteur en filmregisseur, filmproducent en scenarist
- Walther von Seydlitz (1888-1976), generaal
- Carl von Ossietzky (1889-1938), journalist en Nobelprijswinnaar (1935)
- Celly de Rheydt (1889-1969), naaktdanseres
- Mary Lavater-Sloman (1891-1980), Zwitserse schrijfster
- Hans Liesche (1891-1979), atleet
- Douglas Sirk (1897-1987), Duits-Amerikaans filmregisseur van Deense afkomst

### 1900–1929
- Gerhard Herzberg (1904-1999), fysicus, fysisch-chemicus en Nobelprijswinnaar (1971)
- Hans Jensen (1907-1973), kernfysicus en Nobelprijswinnaar (1963)
- Paula Mollenhauer (1908-1988), atlete en handbalster
- Otto Lüdecke (1909-1990), voetballer
- Brigitte Mira (1910-2005), actrice
- Hubert Tropper (1912-1966), componist, dirigent, muziekpedagoog en musicus
- Arno Schmidt (1914-1979), schrijver
- Hans Theilig (1914-1976), handballer
- Helmut Schmidt (1918-2015), bondskanselier van West-Duitsland (1974-1982)
- Traute Lafrenz (1919-2023), verzetsstrijdster
- Jenny-Wanda Barkmann (1922-1946), oorlogsmisdadiger
- Henk van Stipriaan (1924-1989), Nederlands journalist en presentator
- Ernst Zacharias (1924-2020), Duits ingenieur en ontwerper van muziekinstrumenten
- Lucille Eichengreen (1925-2020), Duits-Amerikaans Holocaustoverlevende
- Jürgen Moltmann (1926-2024), theoloog
- Will Simon (1929-2017), Nederlands journalist, regisseur, eindredacteur en presentator

### 1930–1949
- Thijs Chanowski (1930-2017), Nederlands televisieproducent
- Helmut Griem (1932-2004), acteur
- Karl Lagerfeld (1933-2019), modeontwerper, fotograaf en kunstenaar
- Hermann Baumann (1934-2023), hoornist, muziekpedagoog en componist
- Wolf Biermann (1936), dichter en zanger
- Eva Hesse (1936-1970), Duits-Amerikaans beeldhouwster
- Uwe Seeler (1936-2022), voetballer
- Barbara Aland (1937-2024), theoloog
- Antje Gleichfeld (1938), atlete
- Peter Pohl (1940), Zweeds schrijver
- Evelyn Hamann (1942-2007), actrice en comédienne
- Inge Bödding (1947), atlete
- Rolf Zuckowski (1947), zanger, songwriter en producer

### 1950–1969

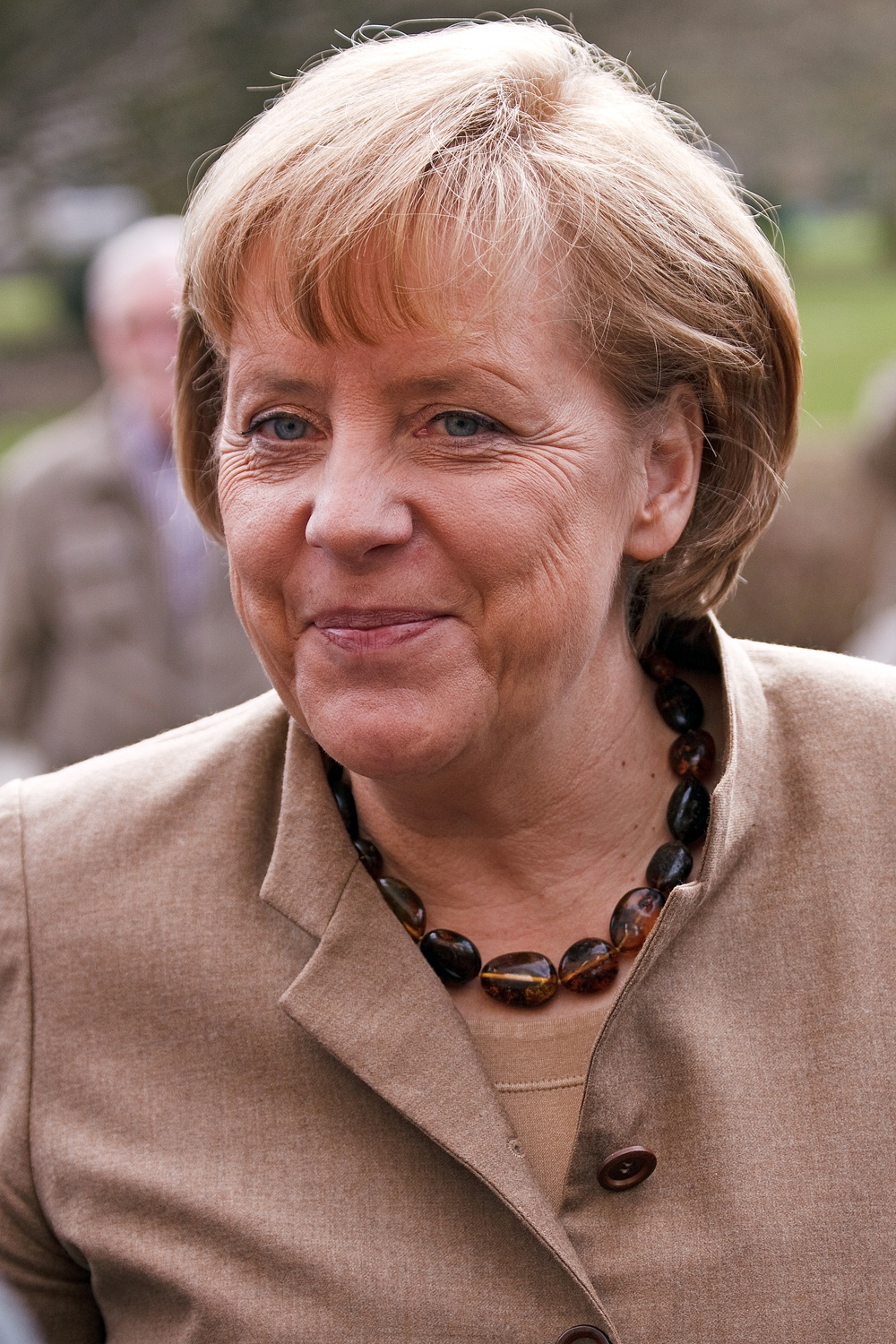
Bondskanselier Angela Merkel (1954) in 2010

- Susanne Albrecht (1951), voormalig lid van de West-Duitse links-radicale terreurgroep Rote Armee Fraktion (RAF)
- Rolf Danneberg (1953), discuswerper
- Angela Merkel (1954), bondskanselier van Duitsland (2005-2021)
- Andreas Willscher (1955), componist en organist
- Holger Hiller (1956), muzikant
- Oliver Hirschbiegel (1957), filmregisseur
- Axel Scheffler (1957), illustrator
- Andreas Brehme (1960-2024), voetballer
- Susanne Lothar (1960-2012), actrice
- Tatjana Patitz (1966-2023), model
- Alex Christensen (1967), diskjockey en producer
- Christian Blunck (1968), hockeyer
- Stefan Effenberg (1968), voetballer

### 1970–1979
- Philipp Blom (1970), historicus, schrijver, journalist en vertaler
- Anastasía Kelesídou (1972), Grieks discuswerpster
- Fatih Akın (1973), filmregisseur, acteur en producent van Turkse afkomst
- Otto Addo (1975), Ghanees voetballer
- Mareile Höppner (1977), tv-presentatrice en journaliste
- Tommy Haas (1978), tennisser
- Patrick Owomoyela (1979), voetballer

### 1980–1989
- Ivan Klasnić (1980), Kroatisch voetballer
- Moritz Fürste (1984), hockeyer
- Oskar Deecke (1986), hockeyer
- Margareta Kozuch (1986), volleyballer en beachvolleyballer
- Vijessna Ferkic (1987), actrice
- Martin Harnik (1987), Oostenrijks voetballer
- Sophie Charlotte (1989), Duits-Braziliaanse actrice
- Eric Maxim Choupo-Moting (1989), Kameroens voetballer
- Ömer Şişmanoğlu (1989), Turks voetballer

### 1990–1999
- Tunay Torun (1990), Turks voetballer
- Leonie Benesch (1991), actrice
- Zhi Gin Lam (1991), voetballer
- Jeffrey Schlupp (1992), Ghanees voetballer
- Jannik Schümann (1992), acteur
- Emily Roberts (1993), zangeres
- Ville Matti Steinmann (1995), voetballer
- Levin Öztunalı (1996), voetballer
- Jonathan Tah (1996), voetballer
- Julius Thole (1997), beachvolleyballer
- Alexander Zverev (1997), tennisser
- Ermedin Demirović (1998), Bosnisch voetballer
- Vitaly Janelt (1998), voetballer

### Vanaf 2000
- Sophie Nachtigall (2004), voetbalster
- Leona Preuß (2004), zangeres
- Paulina Bartz (2005), voetbalster
- Jella Veit (2005), Duits voetbalster
- Mathilde Janzen (2005), Duits-Zweeds voetbalster

## Elders geboren

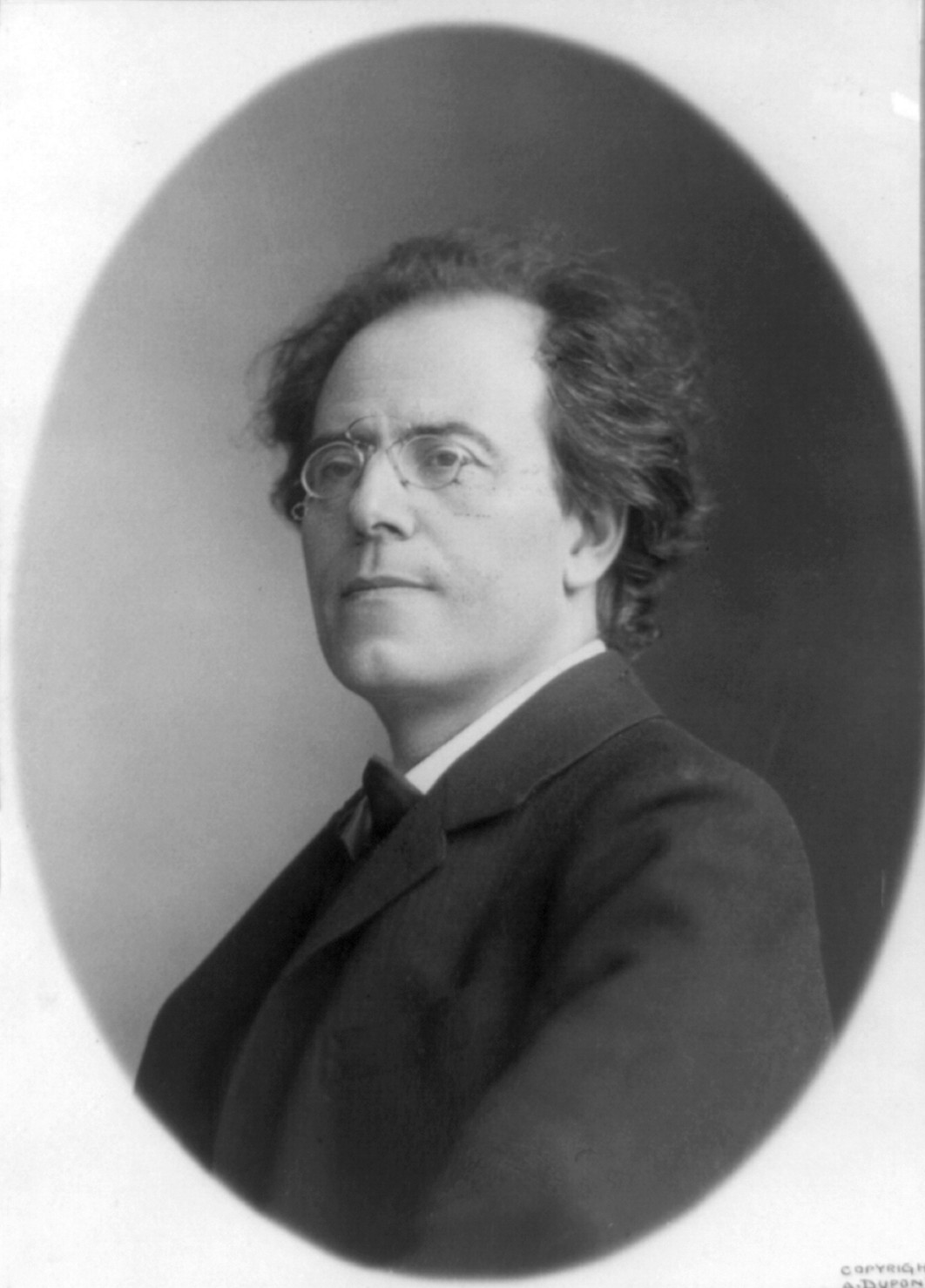
Componist Gustav Mahler (1860) in 1909

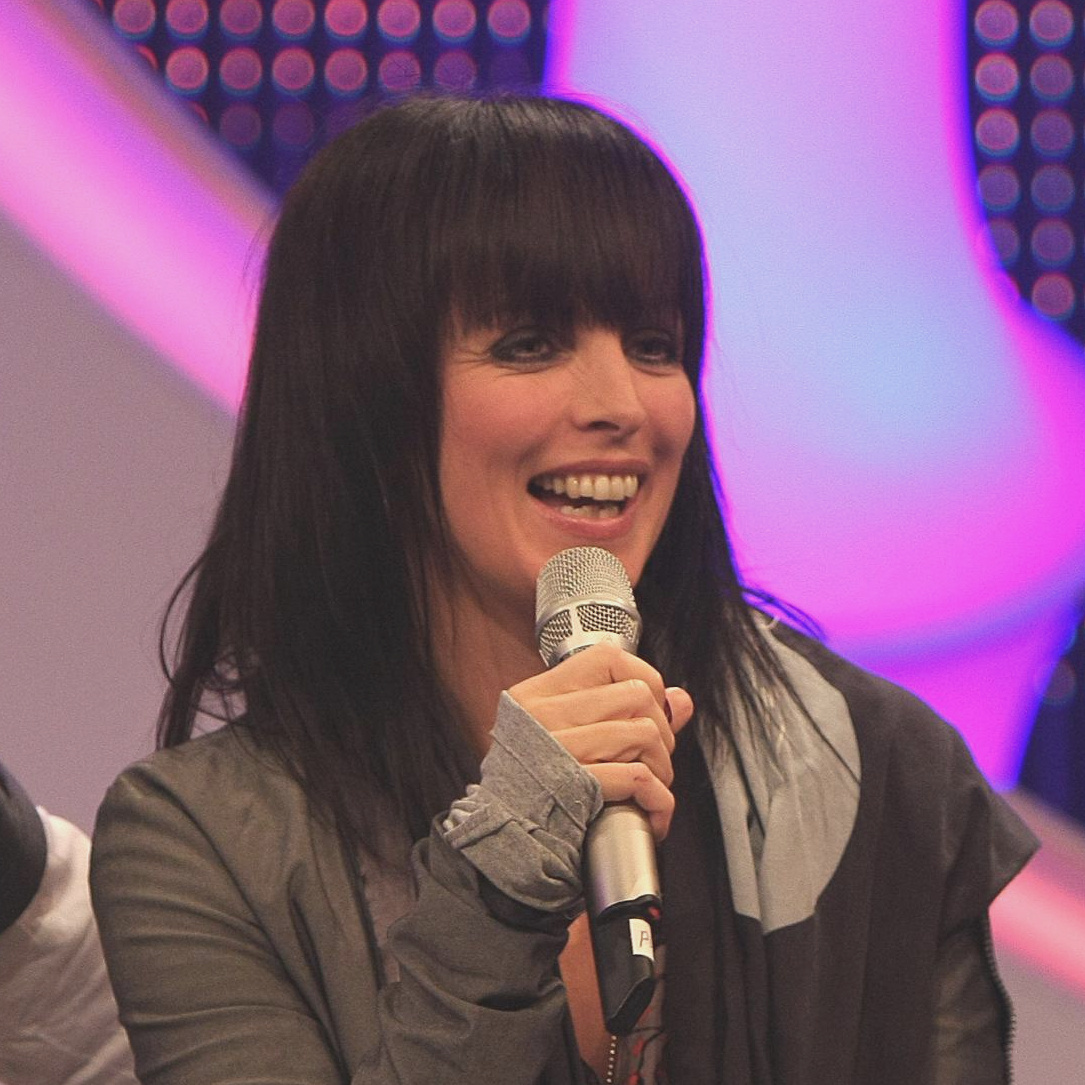
Zangeres Nena (1960) in 2008

- Bernard Varenius (Hitzacker, 1622), geograaf
- Gotthold Ephraim Lessing (1729), schrijver
- Antonín Rejcha (1770), Tsjechisch-Frans componist
- Friedrich Wilhelm Schwartz (1815), stichter van de Hersteld Apostolische Zendingkerk
- Hugo Riemann (1849), musicoloog en muziektheoreticus
- Gustav Mahler (1860), componist en dirigent
- Felix Hoffmann (1868), scheikundige en Nobelprijswinnaar
- Alfred Wegener (1880), meteoroloog en aardwetenschapper
- Wolfgang Pauli (1900), Oostenrijks/Amerikaans natuurkundige
- Peter Drucker (1909), Amerikaans schrijver, bedrijfskundige en consultant
- James Last (1929), orkestleider
- Bacharuddin Jusuf Habibie (1936), president van Indonesië
- Hanne Darboven (1941-2009), conceptueel kunstenares
- Wolfgang Schäuble (1942-2023), politicus
- Mohammad Khatami (1943), president van Iran
- Gerard Mortier (1943), Belgisch opera-intendant
- Peter-Michael Kolbe (1953-2023), roeier
- Nena (1960), zangeres
- Mohammed Atta (1968), Egyptisch-Saoedisch terrorist
- Joris Mathijsen (1980), Nederlands voetballer (HSV)
- Romeo Castelen (1983), Nederlands voetballer (HSV)
- Nigel de Jong (1984), Nederlands voetballer (HSV)
- Tom Kaulitz (1989), gitarist van Tokio Hotel
- Bill Kaulitz (1989), zanger van Tokio Hotel

## In Hamburg overleden (elders geboren)
- Diana Glauber (na 1721), Nederlands kunstschilder
- Vincent Lübeck (1740), componist
- Georg Philipp Telemann (1767), componist
- Carl Philipp Emanuel Bach (1788), componist
- Friedrich Gottlieb Klopstock (1803), dichter
- Philipp Otto Runge (1810), kunstschilder
- Stuart Sutcliffe (1962), Schots muzikant
- Gerhard Stöck (1985), speerwerper
- Arthur Rudolph (1996), raketgeleerde
- Alfred Schnittke (1998), Russisch componist en pianist
- Christian von Krockow (2002), politicoloog, historicus en schrijver
- Siegfried Lenz (2014), schrijver